# TXNIP
La TXNIP (thioredoxin-interacting protein en anglès), també coneguda com a proteïna 2 d'unió a la tioredoxina (TBP-2) o proteïna 1 regulada per la vitamina D3 (VDUP1), és una proteïna codificada pel gen TXNIP en els éssers humans. És una proteïna majoritàriament citosòlica, però també es pot trobar als mitocondris i al nucli. És present en la majoria de teixits, tot i que la seva expressió és relativament més baixa en el cervell i el fetge. S'ha demostrat que la TXNIP interacciona amb la tioredoxina i amb la proteïna ZBTB32, d'entre altres.

## El genTXNIP
El gen TXNIP, que es troba en el cromosoma 1 del genoma humà, en el locus 1q21.1, codifica aquesta proteïna que interacciona amb la tioredoxina. Aquest gen té 4 transcripcions possibles per empalmament alternatiu (splice variants en anglès), dues de les quals no codifiquen la proteïna; 68 gens ortòlegs i 4 gens paràlegs a causa del que es coneix com a evolució divergent.

### Expressió del gen
L'expressió d'aquest gen és sensible a diferents factors nutricionals, com són la glutamina, els àcids grassos i un conjunt de molècules que contenen adenosina. No obstant això, principalment es veu afectada pels nivells de glucosa disponibles a la cèl·lula.
S'ha trobat que diversos inhibidors de la fosforilació oxidativa, procés que té lloc als mitocondris, redueixen l'expressió d'aquest gen durant la transcripció, probablement a causa de la inducció del flux glicolític a l'interior de la cèl·lula. La proteïna MondoA supervisa el flux intracel·lular de la glucosa mitjançant la detecció de glucosa 6-fosfat, una forma metabòlicament activa de la glucosa. En absència de glucosa 6-fosfat, la MondoA es troba localitzada en el citoplasma, però, amb nivells elevats, s'acumula en el nucli, unint-se als elements de resposta de carbohidrats, els quals es troben a la regió promotor del gen TXNIP. És per aquest motiu, que es redueix o s'elimina l'expressió d'aquest gen. Per tant, els inhibidors de la fosforilació oxidativa comprometen l'expressió del mRNA del gen TXNIP. Això indica que l'estat en què es troba la fosforilació oxidativa està altament relacionat amb l'expressió del gen, de manera que una cadena de transport d'electrons i una síntesi d'ATP que funcionen correctament són essencials perquè es trobin els nivells adequats d'mRNA d'aquesta proteïna.
A més, es coneix que la seva expressió està induïda per la 1,25-dihidroxivitamina D-3 (calcitriol, que és la forma activa de la vitamina D) i pel factor de creixement transformant beta 1 (TGFB1). També s'ha demostrat que la seva expressió es veu reduïda com a resposta a l'estrès oxidatiu.

### Problemes de gens relacionats
- Síndrome de TAR
- Síndrome de l'eliminació d'1q21.1
- Síndrome de la duplicació d'1q21.1

## Característiques i estructura
La TXNIP és una proteïna que pertany a la família de les α-arrestines, un grup de proteïnes que regulen la transducció de senyal als receptors acoblats a proteïnes G. Les seves localitzacions subcel·lulars són el citosol, l'espai intermembranós dels mitocondris i el nucli.

### Estructura primària
Està formada per una cadena polipeptídica de 391 aminoàcids, en la qual s'han trobat tres modificacions: un pont disulfur intermolecular en posició 63; un isopèptid de lisina i glicina (Lys-Gly) en posició 212, el qual forma un enllaç intermolecular amb la ubiquitina; i una fosfoserina en posició 361, és a dir, una serina el grup hidroxil de la qual ha estat fosforilat. A més, aquesta proteïna pateix una modificació post-traduccional que consisteix en la conjugació amb la ubiquitina gràcies a l'enzim ITCH, fet que desemboca en la degradació de la ubiquitina en un proteasoma.
Cal destacar que, de les quatre transcripcions possibles que té el gen, només dues codifiquen la proteïna TXNIP, de manera que es coneixen dues isoformes de la proteïna produïdes per empalmament alternatiu. En aquest cas, la seqüència “canònica” és la que s'ha descrit anteriorment, d'una llargada de 391 aminoàcids i una massa de 43.661 Da. L'atra isoforma té una llargada de 336 aminoàcids i una massa de 37.319 Da i és diferent de l'anterior en la seqüència en posició 1-83. La seqüència exacta de la primera isoforma és:

```
MVMFKKIKSF EVVFNDPEKV YGSGEKVAGR VIVEVCEVTR VKAVRILACG
VAKVLWMQGS QQCKQTSEYL RYEDTLLLED QPTGENEMVI MRPGNKYEYK
FGFELPQGPL GTSFKGKYGC VDYWVKAFLD RPSQPTQETK KNFEVVDLVD
VNTPDLMAPV SAKKEKKVSC MFIPDGRVSV SARIDRKGFC EGDEISIHAD
FENTCSRIVV PKAAIVARHT YLANGQTKVL TQKLSSVRGN HIISGTCASW
RGKSLRVQKI RPSILGCNIL RVEYSLLIYV SVPGSKKVIL DLPLVIGSRS
GLSSRTSSMA SRTSSEMSWV DLNIPDTPEA PPCYMDVIPE DHRLESPTTP
LLDDMDGSQD SPIFMYAPEF KFMPPPTYTE VDPCILNNNV Q
[
5
]
```

### Estructura secundària
És una proteïna que majoritàriament, en la seva estructura secundària, es troba formant làmines beta. La TXNIP està composta per 26 cadenes beta (beta strand en anglès) i per una hèlix alfa al final de la seqüència, en posició 334-337.

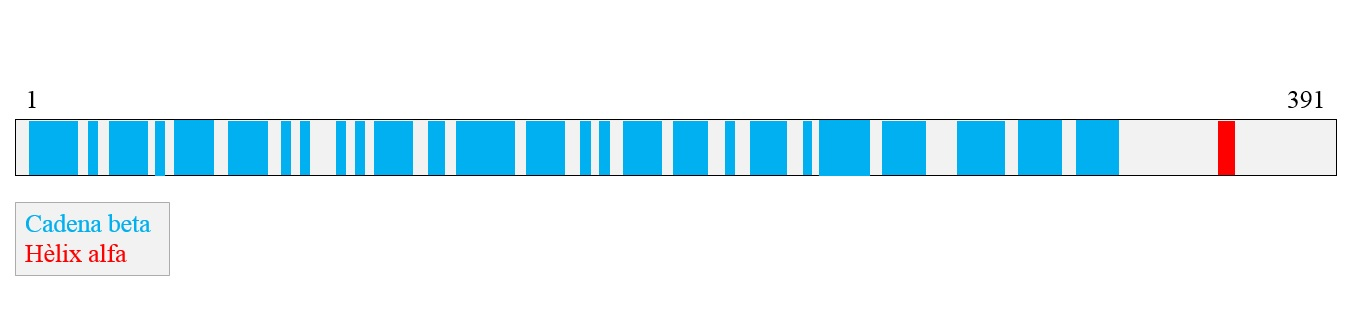
Distribució de cadenes beta i hèlix alfa en l'estructura secundària de la TXNIP.

### Estructura terciària
Es diferencien dos dominis en la TXNIP: el domini N terminal i el C terminal. El primer d'aquests es va determinar mitjançant cristal·lografia de raigs X i inclou els residus 6-149, que es troben en forma del plegament de dues làmines beta antiparal·leles, formades per tres i quatre cadenes beta cada, respectivament. Com que es va veure que aquest domini era estructuralment semblant a les proteïnes Vps26, es van usar aquestes últimes com a model per a determinar l'estructura del domini C terminal, que inclou els residus 164-300. Basant-se en això, els aminoàcids que probablement intervenen en la unió dels dos dominis i, per tant, en la conformació tridimensional de la proteïna són: Val54, Trp56, Tyr118, Cys63, Lys115, Lys117 i Gln58 del domini N terminal i Tyr221, His219, Leu230, Leu270, Cys267, Ile269, Lys228 i Asn268 del domini C terminal.

### Estructura quaternària
La proteïna TXNIP en la seva estructura quaternària forma un homodímer, és a dir, un dímer compost per dues subunitats iguals unides mitjançant, en aquest cas, ponts disulfur.

## Interaccions
La TXNIP interacciona amb diverses proteïnes com ara les tioredoxines, amb les quals s'enllaça a través dels seus llocs actius redox. També s'han observat interaccions de la TXNIP amb repressors de la transcripció com ZBTB16, ZBTB32 i HDAC1; amb l'ITCH, mitjançant el C terminal; i amb l'DDIT4, també conegut com a REDD1.

## Funcions

### Inhibició dels senyals redox de les tioredoxines

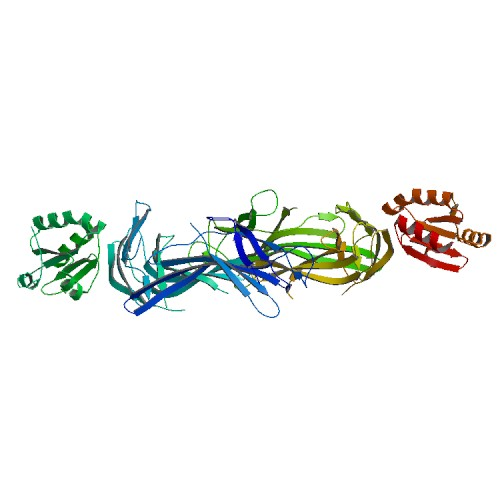
L'estructura del complex TRX-TXNIP.

Mitjançant diferents mecanismes d'acció, la proteïna TXNIP inhibeix les funcions de senyalització redox de la tioredoxina, així com l'activitat de la disulfur reductasa TXN. Les tioredoxines són unes proteïnes que protegeixen les cèl·lules contra l'estrès oxidatiu, ja que actuen com a antioxidants. Per tant, si la TXNIP n'inhibeix els senyals d'oxidació i reducció, les espècies reactives de l'oxigen s'acumulen, fet que desemboca en estrès cel·lular.

### Regulació del metabolisme
La TXNIP és una proteïna important reguladora del metabolisme i té funcions com la de regular l'homeòstasi de la glucosa i dels lípids, el canvi metabòlic glicolític-aeròbic, la detecció de nutrients i l'adipogènesi. A més, actua com a reguladora de l'estrès del reticle endoplasmàtic i és necessària perquè les cèl·lules NK (natural killer cells en anglès) madurin.

### Regulació de la producció hepàtica i de l'homeòstasi global de la glucosa
En experiments amb ratolins en què s'ha eliminat el gen codificant de la proteïna TXNIP s'ha demostrat l'estreta relació entre aquesta proteïna i l'homeòstasi global de glucosa, tenint una especial importància en la regulació que es duu a terme en el fetge. En aquests ratolins modificats, el fetge esdevé deficient en el manteniment dels nivells de glucosa en sang a través de la seva producció i alliberament.
En el mateix experiment es va determinar que les funcions de regulació de glucosa de la TXNIP eren completament suprimides amb una mutació de la cisteïna necessària per la interacció TXNIP-thioredoxina.

### Inhibició del cicle cel·lular
El cicle cel·lular es pot aturar si es produeix una sobre-expressió de la TXNIP mitjançant els estímuls adequats. Per tant, aquesta proteïna pot funcionar inhibint la proliferació cel·lular i promovent l'apoptosi.

### Supressió del desenvolupament de tumors
En els teixits cancerosos, la seva expressió és baixa, de manera que no pot contribuir en la inhibició del cicle cel·lular i, per tant, no pot col·laborar en la supressió del desenvolupament del càncer. En canvi, s'ha observat que, quan aquesta proteïna se sobreexpressa, mitjançant els estímuls adequats com és l'ús de TGFB1 i 1,25-dihidroxivitamina D3, inhibeix el creixement de les cèl·lules canceroses amb el bloqueig del cicle cel·lular.

## Implicacions en humans

### Diabetis i TXNIP
Nombrosos estudis han demostrat la relació entre els nivells de TXNIP i la diabetis. Tot i que les causes més freqüents de la diabetis són l'autoimmunitat o la resistència a la insulina, en els dos casos hi ha un factor comú: la pèrdua de cèl·lules β pancreàtiques, que són les encarregades de produir la insulina i que, a més, són molt sensibles a l'estrès oxidatiu, ja que no generen antioxidants.

#### Expressió de TXNIP en cèl·lules β pancreàtiques
Així doncs, s'ha demostrat que l'expressió de TXNIP en les cèl·lules β està altament regulada per la glucosa, induint la seva expressió en presència elevada d'aquesta a l'exterior de la cèl·lula (hiperglucèmia).
De la mateixa manera, en el cas de la diabetis, a causa de la falta d'insulina, es poden donar ambients extracel·lulars amb alts nivells de glucosa, donant com a resultat un augment de l'expressió de TXNIP. Es pot concloure que l'augment de TXNIP en organismes diabètics es deu a la hiperglucèmia diabètica.
Seguint en el punt anterior, cal ressaltar, però, que l'expressió de TXNIP, tot i que està induïda per la glucosa, queda inhibida davant d'àcids grassos com el palmitat. A banda d'això, la mateixa TXNIP indueix la seva pròpia expressió.

#### Efectes de TXNIP en cèl·lules β pancreàtiques

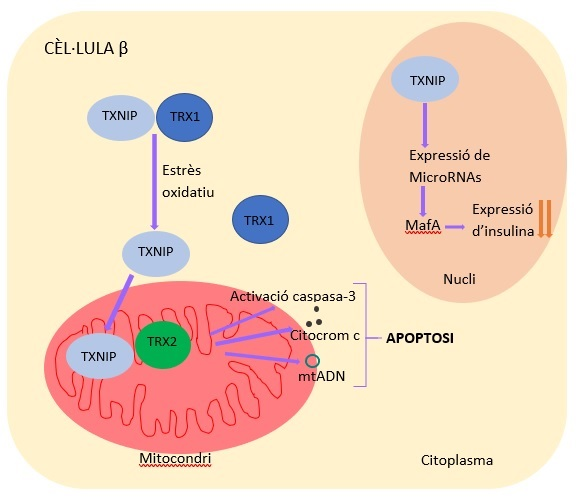
Efectes de TXNIP en cèl·lules β pancreàtiques.

En resposta a l'estrès oxidatiu, les espècies reactives de l'oxigen faciliten la dissociació del complex TRX1(tioredoxina 1)-TXNIP. La proteïna TXNIP es desplaça al mitocondri, on s'uneix amb la TRX2 (tioredoxina 2), fet que suposa la inhibició de les seves propietats reductores i, conseqüentment, l'acumulació d'espècies reactives d'oxigen. Aquesta acumulació causa l'alliberament d'ADN mitocondrial oxidat, citocrom c i l'activació de caspasa-3. La combinació d'aquests i d'altres senyals, indueixen l'apoptosi cel·lular.
Així doncs, atès que alts nivells de glucosa extracel·lular provoquen un augment de la producció de TXNIP en les cèl·lules β i que aquesta proteïna provoca una disminució de la massa funcional d'aquestes cèl·lules, no es sintetitzarà tanta insulina i, com a resultat, pot produir-se una diabetis.

#### Efectes en les funcions de les cèl·lules β i la producció d'insulina
La presència de nivells elevats de TXNIP també indueix l'expressió de diversos microRNAs en les cèl·lules β, entre els quals es troba el miR(204) que es dirigeix a MafA, un factor de la transcripció d'insulina, i disminueix la seva expressió. A causa d'això, es redueix la producció d'insulina.

#### Diabetis i deficiència de TXNIP
S'ha demostrat que nivells baixos de TXNIP protegeixen contra la diabetis tipus 1 i 2 al promoure la supervivència de les cèl·lules β fins i tot amb nivells alts de glucosa.
Txnip es pot inhibir amb verapamil i, tot i així, es té por dels possibles efectes secundaris que pugui tindre en els organismes una deficiència d'aquesta proteïna, tot i que la seva inhibició també tingui efectes beneficiosos sobre altres teixits com el cor, el ronyó i la retina dels diabètics.
Convé recordar, però, que nivells normals de TXNIP no són perjudicials per les cèl·lules β: només hi ha complicacions en el cas del seu augment patològic, com succeeix en la diabetis.